# Elisabeth Hogerwerf
Elisabeth Wilhelmina Hogerwerf –conocida como Ellen Hogerwerf– (Gouda, 10 de febrero de 1989) es una deportista neerlandesa que compite en remo.
Participó en tres Juegos Olímpicos de Verano, obteniendo una medalla de plata en Tokio 2020, en la prueba de cuatro sin timonel, el sexto lugar en Río de Janeiro 2016 (ocho con timonel) y el octavo en Londres 2012 (doble scull).
Ganó dos medallas en el Campeonato Mundial de Remo, en los años 2011 y 2019, y seis medallas en el Campeonato Europeo de Remo entre los años 2015 y 2021.

## Palmarés internacional
| Juegos Olímpicos   | Juegos Olímpicos       | Juegos Olímpicos  | Juegos Olímpicos   |
| Año                | Lugar                  | Medalla           | Prueba             |
| ------------------ | ---------------------- | ----------------- | ------------------ |
| 2020               | Tokio (Japón)          | Medalla de plata  | Cuatro sin timonel |
| Campeonato Mundial |                        |                   |                    |
| Año                | Lugar                  | Medalla           | Prueba             |
| 2011               | Bled (Eslovenia)       | Medalla de bronce | Cuatro sin timonel |
| 2019               | Ottensheim (Austria)   | Medalla de plata  | Cuatro sin timonel |
| Campeonato Europeo |                        |                   |                    |
| Año                | Lugar                  | Medalla           | Prueba             |
| 2015               | Poznań (Polonia)       | Medalla de plata  | Dos sin timonel    |
| 2016               | Brandeburgo (Alemania) | Medalla de plata  | Ocho con timonel   |
| 2018               | Glasgow (Reino Unido)  | Medalla de bronce | Ocho con timonel   |
| 2019               | Lucerna (Suiza)        | Medalla de oro    | Cuatro sin timonel |
| 2020               | Poznań (Polonia)       | Medalla de oro    | Cuatro sin timonel |
| 2021               | Varese (Italia)        | Medalla de oro    | Cuatro sin timonel |